# 慈安太后
孝貞顯皇后（穆麟德轉寫：hiyoošungga jekdun iletu hūwangheo；1837年8月12日—1881年4月8日），又称慈安太后或東太后，滿洲鑲黄旗人，鈕祜祿氏，本為中國清朝咸豐帝的皇后，後來升為皇太后，亦為同治、光緒初期（1861年至1881年）清廷的實際統治者之一，晚清政治家。
慈安太后是廣西右江道三等承恩公穆扬阿之女，咸豐帝正妻（繼室），同治帝的嫡母，光緒帝的嗣母之一。慈安太后与恭亲王为清朝的最后支柱，支撑慈禧太后的政权。同治帝即位後，稱為「母后皇太后」，與西太后（慈禧太后）一起兩宮聽政長達二十年。直到光緒初年過世為止，谥号為孝贞慈安裕庆和敬诚靖仪天祚圣显皇后。

## 家世
慈安太后的生母是侍妾姜佳氏，嫡母則是愛新覺羅氏（父觉罗哈豐阿，先祖寧古塔貝勒寶實），继母克勤良郡王慶恆的孫女愛新覺羅氏。莊親王奕仁的嫡福晉、奉恩將軍綿林的繼妻都是她的姊妹，而她的家族與鄭親王、莊親王等均有姻親關係。鄭親王端華是她的親姑丈。
此外，慈安太后的一位姑母，嫁鄭親王端華為嫡福晉，兩人所生的嫡次女，嫁與清朝第一位蒙古狀元崇綺，並生下一女，及未來的孝哲毅皇后阿魯特氏，這也是為同治帝選婚時，慈安太后支持冊立阿魯特氏為皇后的原因。因此，鄭親王端華是慈安太后的姑父，孝哲毅皇后則是慈安太后的姑表外甥女。

## 生平
慈安太后於道光十七年七月十二日（1837年8月12日）出生，姓鈕祜祿，本名不詳，父親是廣西右江道穆揚阿，生母是侍妾姜佳氏，嫡母則是克勤良郡王慶恆的孫女愛新覺羅氏。
《清史稿》稱慈安在咸豐帝登基以前就已入侍潛邸，但實際上慈安是在咸豐二年二月，才在八旗选秀中被指定為內庭主位。咸豐二年三月十五日敬事房傳口諭，宮內琳貴太妃他坦、圓明園康慈皇貴太妃他坦賜予貞嬪；同年四月二十七日，貞嬪與英嬪一同进入圓明園。根據內務府《鴻稱通用》記載，「貞」字對應的滿文意思為「貞節」，引申意思為「正」。
不久之後的五月二十五日，貞嬪詔晉為貞貴妃，居鍾粹宮；七月十二日，正舉行貞貴妃的千秋令节，《杂录档》記載总管吕泰發現锺粹宫有一名宮女患病，便命人將她由西南門趕出宫去；同年十月十七日正式立為皇后。慈安是清代晉升速度最快的繼后，由嬪到皇后僅花了40天，如果從行冊立禮來算也僅花了六個月。
咸丰六年六月二十九日，皇后准备过二十正寿，内务府便开出“进内命妇”的单子让咸丰帝选定。最終，皇后的姑母郑亲王端华嫡福晋、姐姐庄亲王奕仁嫡福晋、兄長广科的妻子被選定。
咸豐帝在世時，雖寵愛其他妃嬪，唯獨對皇后保持敬重，使慈安后位穩如泰山。皇后亦時常安慰咸豐帝，使咸豐振作起來，久而久之，皇后就成為咸豐帝最信任的人。有段時間懿嬪（後來的慈禧太后）頗為得寵，甚至弄致咸豐帝荒廢朝政，皇后便準備動用祖宗家法處置懿嬪，但當時懿嬪已有身孕，而被咸豐帝阻止，咸豐帝與慈禧亦有所收斂，由此可見，慈安絕非傳統柔弱不堪，同時反映咸豐帝對慈安的敬重。後來咸豐帝於避暑山莊終日借酒消愁，經皇后勸諫後有所改善，由此可見，當時慈安在咸豐心中的地位，慈安的能力可見一斑。
咸豐十年八月（1860年），英法聯軍在第二次鴉片戰爭中攻破大沽口，占領天津。隨後在八里橋擊潰了清軍的精銳，京師危在旦夕。9月22日，咸豐帝率包含慈安、慈禧在內的一干宮眷逃往熱河避暑山莊避難，留六弟恭親王奕訢在京師與聯軍議和。英法聯軍在北京大肆搶劫後，10月18日將包括圓明園在內的皇家「三山五園」焚燒，大火燒了三天三夜。
咸豐皇帝因英法聯軍之役悶悶不樂，因而患上重病。临终前将“御赏”、“同道堂”两方小玺分别赐给皇后纽祜禄氏和太子载淳（由其生母慈禧保管和控制），并规定凡以后下发谕旨必须钤用此二玺为凭。据《热河密札》记载：“两玺均大行所赐，母后用‘御赏’玺，皇上（實為慈禧）用‘同道堂’玺，凡应朱笔处用此代之，述旨亦均用之，以杜弊端。”。也就是所有的旨意先由顧命八大臣擬定後，再交由兩宮太后審查後蓋上咸豐皇帝所賜的御印和 “同道堂”後，即可正式生效，為日都後兩宮掌權提供合法基礎。咸丰帝死前令其年仅五岁的獨子载淳继承皇位，并任命怡親王載垣、鄭親王端華、戶部尚書肅順、額駙景壽、兵部尚書穆蔭、吏部左侍郎匡源、禮部右侍郎杜翰、太僕寺少卿焦祐瀛八人为「贊襄政務王、大臣」，辅佐嗣君，人称“顾命八大臣”，但其實咸豐帝的安排，使各方勢力利益和權力分配極不平均，實權落入八大臣手上，兩宮太后淪為橡皮圖章，恭親王奕訢、軍機大臣文祥、大將僧格林沁等人被排除於權力核心，間接使日後兩宮太后與奕訢一黨聯成一線，埋下辛酉政變的伏筆。
咸豐十一年七月十七日（1861年8月22日），咸丰帝在承德避暑山庄煙波致爽殿內駕崩，享年30歲，載淳即位，定明年改元「祺祥」。皇后在当天即被尊为皇太后，懿贵妃先被尊為懿貴太妃，在第二天才被正式尊为太后。
同治帝在避暑山庄居丧期间，奉嫡母皇后钮祜禄氏為“母后皇太后”，上徽號“慈安”；奉生母懿貴妃那拉氏封為“聖母皇太后” 上徽號“慈禧”，為後世對兩宮太后稱呼的由來，此時慈安居住烟波致爽殿的东暖阁，慈禧則住在烟波致爽殿的西暖阁，因此兩宫分别被称为“东（宮）太后”和“西（宮）太后”。
|  | 敬事房日记档： “十七日卯时，大行皇帝殡天，敬事房传各等处摘缨子，随传自今日起皇后写皇太后，皇太子写皇上……随伺候万岁爷在大行皇帝前奠酒……【皇太后率琳贵太妃等】至灵前奠酒……” “十八日，敬事房首领丁传：【懿贵妃】亲封为皇太后。”【按：原档此处为“皇考懿贵妃”】 |

因前述的原因，顾命八大臣与兩宮太后尤其是慈禧产生了严重的矛盾，剛巧八大臣與恭亲王奕訢為首的軍方、軍機處勢力亦存在敵對心態和矛盾。而当時奕訢已在北京与西方列国达成议和，于9月5日赴热河奔丧。奕訢与慈禧秘密取得联系，决定策划一次政变，是次政變由慈安太后領導，慈禧太后策劃，恭親王執行。在慈禧的鼓动下，加之八大臣傲慢無禮，令这次政变得到了慈安太后的同意和支持。同年9月14日，慈禧指使山東道監察御史董元醇上奏两宫皇太后兩宮聽政，慈禧与慈安便召八大臣入议，八大臣以“本朝未有皇太后垂簾”为由拒绝。在奕訢的帮助下，慈禧丶慈安取得其黨羽如欽差大臣僧格林沁丶侍郎勝保、大學士文祥丶大學士賈楨等多人的支持。10月26日，咸丰帝的灵柩运回京师时，慈禧命八大臣护送灵柩殿后，自己找了個借口与慈安、皇帝载淳則取捷徑回京，最後比八大臣一黨先达京师，為政變爭取時機。随后，慈安慈禧等人決定先发制人，利用帝后和咸豐帝的梓宮回京的機會發動辛酉政變，設計逮捕了八大臣，判處怡親王載垣、鄭親王端華自裁、肅順為首三人斬立決，其餘則革職流放，但對其黨羽則既往不咎，悉数重用。史稱「辛酉政變」。奕訢因全力支持兩宮太后發動政變而被封為議政王，其黨羽亦得到兩宮重用，同時亦把曾國藩為首漢臣納入自己的體系，大力提扙他們，上述人士大多成為洋務運動的骨幹。自此開始了與慈禧太后長達20年的兩宮聽政生涯，一躍成為最高統治者之一，掌權20年。
兩宮聽政看似無分彼此，慈禧亦與慈安平起平坐，但事實上並非完全平等，慈安的政治和宗法地位仍高於慈禧，兩宮也是唇齒相依，慈禧在大事上還要和慈安商議，方可下決定，小事和例行事務則通常交由慈禧處理。由於慈安不熱衷政務，因此慈禧的決定大多定獲慈安同意，從而做成慈禧太后獨攬大權，毫無掣肘的假象。傳統認為慈安太后個性懦弱，但其實慈安太后亦具有能力，政治上亦具有決定權和否決權，慈安太后的決定才是真正方案，慈禧太后亦不能違背，史書曰：「當時天下稱東宮（慈安）優於德，而大誅賞大舉措實主之。西宮（慈禧）優於才。」很多政策實際上也是兩宮共識，並非單純由慈禧太后決定。為壓制慈禧太后，慈安與慈禧一樣在朝廷內廣泛培植親信，例如以奕訢制衡慈禧，曾國藩等漢臣除了服從慈禧其實也聽命慈安，一定程度分薄慈禧太后大權。在議政王奕訢的輔佐下，兩宮整飭吏治，重用漢臣，依靠曾國藩、左宗棠、李鴻章等漢族地主武裝；又在列強支持下，先後鎮壓了太平天國、捻軍、苗民、回民起義，緩解清王朝的統治危機，使清王朝得到暫時穩定。出於維護封建專制統治的需要。兩宮太后推行以「自強」和「求富」的方針的洋務運動，發展一些軍用，民用工業，訓練海軍和陸軍以加強政權實力。客觀上對中國的近代化起到了一定積極作用。這一時期，國內起義被平定，兩次鴉片戰爭暫時滿足列強的貪欲，外交上雖沒有吃大虧，但統治集團在這段時間仍然战战兢兢，小心翼翼。洋務運動後清王朝的軍事實力有所提高，工商業有了初步發展，史稱同光中興。
慈安太后讓身為同治帝的生母慈禧太后搬到养心殿，與自己同居，共同撫養年幼的同治帝长大，但此舉破坏了清朝的祖訓（清朝前期的皇帝立下規矩，生母不能撫養自己的兒子，防止外戚势力膨脹導致皇權旁落）。
同治五年（1866年）正月初一日，同治帝在养心殿东耳房绥履殿给慈安太后行礼和递如意，升平署伺候丹陛乐。麗皇貴妃所出的榮安公主和恭亲王之女榮壽公主，则在养心殿明殿给慈安太后行礼和递如意，升平署又伺候丹陛乐。
同治八年（1869年），慈禧太后的心腹總管太監安德海出京，違背太監不許出京的祖制，山东巡抚丁宝桢上報此事，慈安太后立即下令诛杀安德海。
同治帝自幼便一直對嫡母慈安較為親近，慈安亦待同治帝如親子，兩人關係勝似母子，相反同治帝與生母慈禧的關係較為疏薄，同治十二年，兩宮太后為同治帝選后，慈安看中阿魯特氏，慈禧則看中富察氏，但同治帝還是立了阿魯特氏為后，富察氏則被封為慧妃，慈禧亦无可奈何，這事上可見慈安在同治帝心中的地位。次年兩宮便撤簾归政于同治帝，但重大事情同治帝仍需向兩宮太后稟報，慈安此時亦在朝廷上有一定影響力，如：同治帝下旨重修圓明圓，但遭百官反對，形勢緊張，最後還是由兩宮太后出面調停。翌年，同治帝逝世，同治無後，便與慈禧擁立光绪帝继位。慈安太后和慈禧太后又開始垂帘听政，繼續掌權。
光緒元年（1876年），慈安、慈禧認為新疆塞防意義重大、不得失守，便傾盡全力資助湘軍統領左宗棠，消滅了盤踞新疆的浩罕汗國將領阿古柏，結束了同治新疆回亂。讓曾一度陷於混亂管理之中的新疆失而復得。同時海防與塞防之爭日益激烈，最終，兩宮太后在東南沿海，設立福建台灣省鞏固領土並發展海軍；在西北內地，清政府收復新疆，驅除阿古柏勢力，與沙俄斡旋解決伊犁危機，並建立甘肅新疆省加強管制。海防和塞防皆兼顧。
光緒六年（1880年），兩宮太后重病。
光绪七年三月初十日（1881年4月8日），慈禧太后病癒，慈安太后突然急轉即下，當日戌时崩逝于鍾粹宮內，享年四十五歲。死因有多種說法。據《清实录》记载，之前慈安太后尚稱健康，结果三月初十日，「慈安端裕康庆昭和庄敬皇太后疾大渐，上诣鍾粹宮侍奉汤药，戌刻，慈驭升遐。」實際上，早在同治二年二月初九日，《翁同龢日记》中便有“慈安皇太后自正月十五日起圣躬违豫，有类肝厥，不能言语，至是始大安”的记录。这年慈安太后卧病近一个月，可见其病症之严重，宮中宦官和溥仪則相信慈安太后是被慈禧太后毒死，野史亦稱慈安持有慈禧的「催命符」（咸豐遗诏），相傳慈安病重時，得慈禧悉心照料，慈安大為感動，便燒毀了遗诏，當晚慈安暴斃。但其實後兩種說法多有破綻，無論如何慈安駕崩使慈禧失去掣肘，得以獨欖大權。

## 喪葬禮儀
慈安太后葬於河北省遵化市清東陵，普祥峪定東陵。定東陵陵墓整體仿照乾隆皇帝生母孝聖憲皇后的泰東陵，採用昭西陵，修建神道碑亭，仿照昭西陵的陵寢門，地方仿照道光皇帝的慕陵。定東陵是清朝規模最大，級別最高的皇后陵。
咸豐帝駕崩後，雖然慈安太后與慈禧太后都身為太后，但慈安太后是咸豐帝生前所冊封的皇后，被稱為「母后皇太后」，而慈禧太后的位分只是貴妃而已。因為她是同治帝的生母，才得以晉封為「聖母皇太后」。因此，名義上的「兩宮並尊」，實際上還是慈安太后的地位高過慈禧太后一截。諸多奏摺文書、日常行走的次序，亦為慈安太后在先，慈禧太后在後。慈安太后身份較慈禧太后高的事實，亦反映在兩宮太后陵寢的佈局和造價上。慈安陵神道直通咸豐帝定陵神道，而慈禧陵神道則只能通接慈安陵。此外，慈安陵修建時，初步造價亦略高於慈禧陵。
光緒七年九月十九日（1881年11月10日），內閣奉上谕，於九月十七日敬题「孝貞顯皇后神主」的大学士宝鋆和李鸿章斋肃洁诚、恪恭将事，著加恩各赏给带膆貂袿一件。同年九月二十二日巳时，光緒帝到太庙门外跪迎「孝贞显皇后神牌黄舆」，派遣怡亲王载敦恭奉孝贞显皇后神牌升袝太庙，安置于孝德显皇后之次。光緖帝行礼完毕，再派遣怡亲王载敦恭代致祭。孝贞显皇后神牌升袝奉先殿，光緒帝在午时到奉先殿行礼。
光绪十五年正月初九日（1889年2月8日），总管内务府大臣福锟奉慈禧皇太后懿旨，用“龙亭”将孝贞显皇后圣容，于正月二十二日巳时自钟粹宫舁请至寿皇殿大柜中尊藏。
光绪二十九年（1903年）七月，孝贞显皇后诞辰将至，光绪帝于嫡母诞辰当日回宫至“建福宫孝贞显皇后御容”前行礼，然后再回颐和园给慈禧皇太后请安。
宣统三年（1911年）七月，又逢孝贞显皇后诞辰之日，隆裕皇太后与宣统帝溥仪一同到建福宫东间的孝贞显皇后御容前拈香行礼。

## 軼事
光緒六年（1880年）一次在祭祀咸豐帝的祭禮上，宮中在咸豐帝的神主牌案前設置了兩個跪墊，慈安太后見狀，心想在自己之前、丈夫咸豐帝在潛邸時，還有一位嫡福晉薩克達氏（孝德皇后），雖然薩克達氏已亡故多年，但慈安太后還是將神牌案前左側的跪墊空下，自己跪到了右側的跪墊。
本來，這兩個跪墊分別是要給慈禧和慈安的，左為慈安、右為慈禧，但此時慈安太后已經跪在了右側的跪墊上，已經沒有慈禧太后的位置了，慈禧太后當場雖然感到難堪，但也只好跟著隨禮的宦官、宮女、王公大臣一同站著行禮，最多也只能稍稍站在隊伍的較前端。

## 先世
- 車爾格，母愛新覺羅氏，努爾哈赤伯父禮敦巴圖魯女，車爾格娶覺羅氏。弟弟達隆靄之七世孫即孝和睿皇后，慈安之族姑。十六弟遏必隆女兒為孝昭仁皇后、遏必隆玄孫女即孝穆成皇后
  - 巴喀，娶愛新覺羅氏，繼娶愛新覺羅氏，繼娶馬佳氏，繼娶博爾濟吉特氏富爾丹女
    - 永壽，娶郭絡羅氏、巴雅拉氏、吳雅氏
      - 遵柱，娶章佳尹泰孫女
        - 策布坦，娶查庫塔氏
          - 福克京阿，娶愛新覺羅氏，常寧女；繼娶愛新覺羅氏，宗室女。另有一女嫁愛新覺羅端華，生愛新覺羅氏，即孝哲毅皇后阿魯特氏之母
            - 穆揚阿，妾姜氏

有十位女性先輩成為皇帝后妃，但只有孝聖憲皇后和她丈夫咸豐帝有直接血缘關係。

## 畫像
光绪十五年正月初九日，总管内务府大臣福锟奉慈禧皇太后懿旨，用“龙亭”将孝贞显皇后像自钟粹宫移至寿皇殿大柜中珍藏。目前依然未見有畫過孝貞顯皇后朝服大像的記錄，而大部分皇后均有朝服大像。
- 慈安像之一：
《慈竹延清图》
- 慈安像之二：
《璇闱日永图》

## 影視作品
| 影視作品                             | 飾演的演員              | 称谓 |
| 1964年：《西太后與珍妃》             | 林靜                    | 慈安 |
| 1976年：《再生緣》                   | 華真真                  | 慈安 |
| 1981年：《雙印傳奇》                 | 尹寶蓮                  | 慈安 |
| 1983年：《火燒圓明園》               | 陳燁                    | 慈安 |
| 1983年：《垂簾聽政》                 | 陳燁                    | 慈安 |
| 1983年：《少女慈禧》                 | 麥翠嫻                  | 慈安 |
| 1986年：《慈禧外傳》                 | 尹寶蓮                  | 慈安 |
| 1987年：《兩宮皇太后》               | 劉冬                    | 慈安 |
| 1989年：《一代妖后》                 | 陳燁                    | 慈安 |
| 1990年：《滿清十三皇朝之血染紫禁城》 | 森森                    | 慈安 |
| 1992年：《满清十三皇朝之皇城爭霸》   | 森森                    | 慈安 |
| 1993年：《戲說慈禧》                 | 何晴                    | 慈安 |
| 1994年：《清宫气数录》               | 談佩珊                  | 慈安 |
| 1995年：《慈禧秘密生活》             | 周嘉玲                  | 慈安 |
| 2002年：《天下第一丑》               | 沈慧芬                  | 慈安 |
| 2003年：《大龍郵票》                 | 羅筐                    | 慈安 |
| 2004年：《嶺南藥俠》                 | 溫玉娟                  | 慈安 |
| 2004年：《沧海百年》                 | 王之夏                  | 慈安 |
| 2005年：《皇城草醫》                 | 溫玉娟                  | 慈安 |
| 2005年：《咸豐王朝之一簾幽夢》       | 高丹丹                  | 慈安 |
| 2005年：《一生为奴》                 | 宋佳                    | 慈安 |
| 2006年：《匯通天下》                 | 簡慕華                  | 慈安 |
| 2012年：《女人花》                   | 林韦君                  | 慈安 |
| 2012年：《红墙绿瓦》                 | 陳莉娜                  | 慈安 |
| 2012年：《大太監》                   | 邵美琪、梁麗瑩 （青年） | 慈安 |
| 2015年：《瀛寰之志》                 | 秦丽                    | 慈安 |

## 延伸阅读
[在维基数据编辑]
 《清史稿/卷214》，出自趙爾巽《清史稿》
 在维基共享资源阅览影像